# Classe Kildin
La classe Bedovyj (Progetto 56EM, 56M e 56U secondo la classificazione sovietica) o classe Kildin secondo la classificazione NATO sono una classe di quattro cacciatorpediniere costruiti negli anni cinquanta. Si trattava della versione missilistica del precedente Progetto 56  o Kotlin.
I Kildin, come i Kotlin, sono stati costruiti nei cantieri Ždanov di Leningrado, 61 Kommunara di Mykolaïv e di Komsomol'sk-na-Amure, mentre la costruzione di una quinta unità, che avrebbe dovuto chiamarsi Neukrotimy, venne annullata.

## Sviluppo e tecnica
I Kildin, dal punto di vista progettuale, sono molto simili ai Kotlin: il sistema propulsivo è infatti il medesimo, così come lo scafo utilizzato.

### Progetto 56EM
Il progetto 56EM riguardò il prototipo Bedovyj la cui costruzione avvenne secondo le specifiche progettuali. La nave venne equipaggiata con missili antinave SS-N-1, e con 16 mitragliere da 45mm in 4 impianti quadrupli. L'Armamento antisommergibile era di quattro tubi lanciasiluri per siluri da 533mm in due impianti binati, due lanciarazzi antisommergibili RBU-2500 e due lanciarazzi antisommergibili RBU-6000.

### Progetto 56M
Il Progetto 56M è quello della versione secondo le cui specifiche vennero completate le restanti unità. Estremamente simili alla capoclasse, le unità si differenziavano dal Bedovyj per un dislocamento inferiore (2.767 tonnellate a vuoto e 3.315 a pieno carico) e impianti quadrupli ZIF-75 da 57mm in sostituzione di quelli da 45 millimetri; il radar da ricerca aerea imbarcato era inoltre l'Head Net C 3D.

### Progetto 56U
Il Progetto 56U è la versione sviluppata negli anni sessanta, quando il missile SS-N-1 divenne obsoleto.
Tra il 1972 ed il 1977 3 unità vennero sottoposte a lavori di aggiornamento con l'unica rampa di missili SS-N-1 che venne sostituita con cinque rampe di lancio di missili antinave SS-N-2 che aumentarono notevolmente le capacità di combattimento di superficie delle unità. Oltre alla sostituzione degli SS-N-1 con gli SS-N-2 vennero anche aggiunti quattro cannoni duali da 76/60mm in due impianti binati con le due torri che trovarono posto nella zona poppiera. Il resto dell'armamento rimase il medesimo, mentre l'equipaggio, un poco più numeroso, contava 273 elementi. Leggermente diversa era la strumentazione, che comprendeva il radar da controllo del fuoco Owl Screech. Il notevole incremento dell'armamento portò il dislocamento a 2.940 tonnellate a vuoto e a 3.447 tonnellate a pieno carico e l'aumento di peso provocò una diminuzione della velocità massima che scese a 35 nodi.

### Unità
- Bedovyj (Бедовый): costruito presso il cantiere 61 Kommunara di Mykolaïv in Ucraina secondo le specifiche del Progetto 56EM, entrò in servizio nel 1958 inquadrato nella Flotta del Mar Nero. Sottoposto tra il 1972 ed il 1974 all'aggiornamento 56U venne radiato nel 1989 e successivamente demolito.
- Neulovimyj (Неуловимый): costruito presso il cantiere Ždanov di Leningrado nella Russia sovietica e completato come Progetto 56M, entrò in servizio nel 1958 inquadrato nella Flotta del Mar Nero. Aggiornato alla versione 56U nel 1971-72, venne posto in riserva nel 1982, radiato nel 1990 e demolito nel 1991.
- Neuderžimyj (Неудержимый): costruito presso il cantiere navale di Komsomol'sk-na-Amure e completato come Progetto 56M, entrò in servizio nel 1958 inquadrato nella Flotta del Pacifico. Unico esemplare della classe a non essere aggiornato, venne disarmato nel 1985 ed utilizzato per l'addestramento. Radiato nel 1987, venne demolito negli anni novanta.
- Prozorlivyj (Прозорливый): costruito presso il cantiere navale Ždanov di Leningrado e completato come Progetto 56M, entrò in servizio nel 1958 inquadrato nella Flotta del Baltico. Aggiornato alla versione 56U nel 1976-1977, venne radiato nel 1991 e successivamente demolito.

## Galleria d'immagini

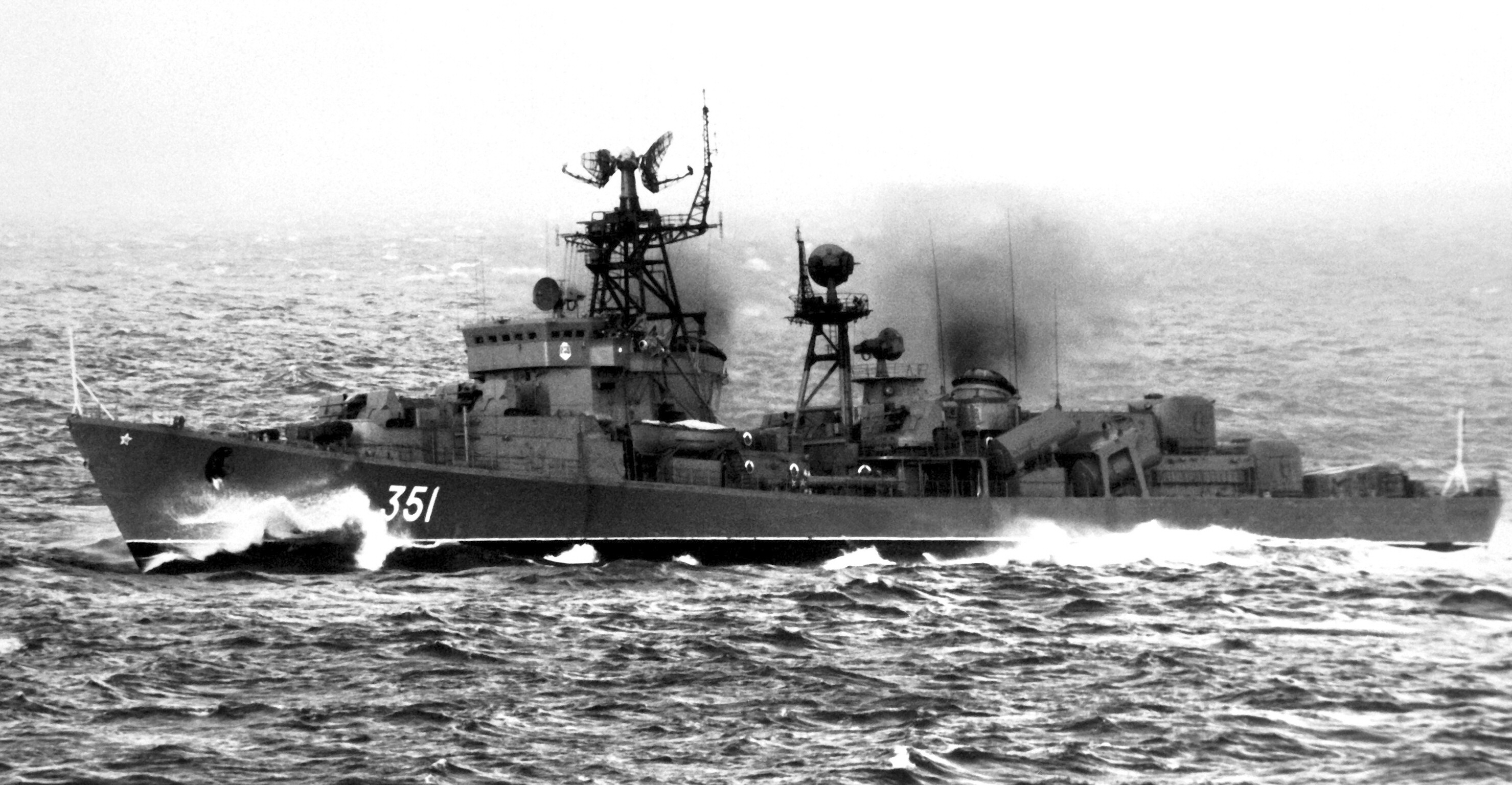
Il cacciatorpediniere Prozorlivyj dopo la conversione a progetto 56U

## Servizio
I Kildin servirono la Marina Sovietica per oltre 30 anni. Negli anni sessanta vennero classificati grandi navi lanciamissili (BRK: Bol'shoy Raketny Korabl'), a metà degli anni settanta grandi navi antisommergibili (BPK: Bol'shoy Protivolodochny Korabl') e vennero tutti demoliti nei primi anni novanta.